# Inhuca
Inhuca – miasto w Angoli, w prowincji Kabinda.